# 郑昱闽
郑昱闽（1967年8月14日—），福建福州人，中国前男子羽毛球运动员。他曾获得1990年亚洲运动会羽毛球比赛男子团体金牌。
妻子是女子羽毛球运动员王晨。
郑昱闽曾于1993年在香港进行的亚洲羽毛球锦标赛团体赛期间心脏骤停晕倒，现场医护人员为其进行人工呼吸及心肺复苏，后将他送至就近医院抢救，他在晕倒35分钟后苏醒。